# N'Kob
N'Kob é uma vila do sul de Marrocos, que faz parte da província de Zagora  e da região de Sous-Massa-Drâa. Em 2004 tinha 6 782 habitantes.
A par de Tazzarine, é a maior povoação da região montanhosa do Jbel Saghro, uma área habitada pela tribo berbere Aït Atta. Ocupa um oásis coberto de palmeiras,  na estrada que liga o Tafilalt (Arfoud e Rissani) ao vale do Drá e Ouarzazate, 70 km a leste de Agdz, 140 km a leste de Ouarzazate, 105 km a norte de Zagora, 36 km a oeste de Tazzarine, 190 km a sudoeste de Rissani e 340 km a sudeste de Marraquexe.
É uma povoação tipicamente berbere, muito pitoresca pelos seus inúmeros casbás (habitações fortificadas) de taipa e pela paisagem, dominada pelas escarpas do Jbel Saghro. Diz-se que é a localidade com mais casbás de Marrocos (52), alguns em muito bom estado. Apesar de estar fora dos roteiros turísticos mais comuns, tem bastante oferta de alojamentos e é procurada sobretudo por praticantes de caminhada que percorrem o Jbel Saghro.